# Башня Жёлтого журавля
Башня Жёлтого журавля (Хуанхэлоу; 黄鹤楼) — одна из главных достопримечательностей китайского города Ухань. Возвышается над городом на Змеином холме возле берега Янцзы. Почитается как буддистами, так и даосистами.
Первая дозорная башня была построена в год основания Уханя (223 год н. э.) императором Сунь Цюанем. С тех пор разрушалась и восстанавливалась не менее десяти раз. В 1957 году на месте снесённой башни была устроена опора нового моста через Янцзы. Существующая башня высотой 51,4 м была выстроена в 1981-85 гг. приблизительно в километре от того места, где она стояла раньше. Известны строки Ли Бо про расставание с Мэн Хаожанем:
Простившись с башней Журавлиной, к Гуанлину

Уходит старый друг сквозь дымку лепестков,

В лазури сирый парус тает белым клином,

И лишь Река стремит за кромку облаков.